# 大蔵製作所
株式会社大蔵製作所（おおくらせいさくしょ）とは東京都荒川区に本社・工場を置く株式会社。

## 概要
主にアルミニウム製の道路標識・鉄道看板・電装表示機を中心とした設計・製造・施工を行っている。創業当時から現在まで同じ場所に工場を構えている。
一般消費者向けには本物の道路標識をミニチュアにした「トラフィックン」やビールを適温に冷やすための「適温アルマジロ」などが販売されている。

## 沿革
1926年（昭和元年）に金庫の製造販売を開始した。鉄を袋状に加工することで扉を作るなどの技術を得意として耐火金庫の作成を行っていた。「大蔵」の社名の由来は金庫を作っていたことが由来とされる。
第二次世界大戦中は金庫の生産を中止し、軍用艦のハッチや軍用自動車の扉を製作していた。しかし、戦時中の空襲によって工場は焼失し、わずかに残った機械を用いて建築金物や建具の製造を始めた。
昭和30年代に入り、アルミの加工に着手した。1964年（昭和39年）にはアルミ製建具の製造販売を実施している。当時主力であったのはアルミサッシであるが、次第に大手メーカーが自社だけで製造を引き受けるようになっていった。そこで、アルミサッシの技術を応用できる道路標識の製造に着目し、1967年（昭和42年）から道路標識の製造を開始した。
アルミ製の道路標識は通常の耐用年数と言われている10-20年を超しても使い続けることができるため、交換需要が下がっていった。そこで、一般向けの消費財として立ち上げた新規事業の1つとして、道路標識をミニチュア化した「トラフィックン」の製造が始まった。そして、土木学会に取り上げられたのをきっかけに有名となった。

## トラフィックン
大蔵製作所では実際の道路に設置されている道路標識を1/7サイズで作ったものを「トラフィックン」として市場展開している。
表面は実際の道路標識と同じ印刷方法を利用し、別売りの支柱に取り付けることも可能である。鉄道標識やマグネットタイプのものも展開される。
また、オーダーメイドのデザインの受注も受け付けている。